# Crataegus sargentii
Crataegus sargentii es una especie de planta del género Crataegus, perteneciente a la familia Rosaceae.

## Taxonomía
Crataegus sargentii fue descrita por Chauncey Delos Beadle en 1899.

## Distribución
Se encuentra en el territorio de Alabama, Florida, Georgia y Misisipi.